# Nassarius onchodes
Nassarius onchodes är en snäckart som först beskrevs av Dall 1917.  Nassarius onchodes ingår i släktet nätsnäckor, och familjen Nassariidae. Inga underarter finns listade i Catalogue of Life.